# Maik Stephan Behrendt
Maik Stephan Behrendt (* 1. Juli 1980 in  Münden) ist ein deutscher Schauspieler und diplomierter Medienökonom.
Als Schauspieler wurde er vor allem durch die WDR-Fernsehserie Die Anrheiner bekannt, in der er von 1998 bis 2010 die durchgehende Hauptrolle „Alexander Schmitz“ verkörperte.

## Filmografie (Auswahl)
- 1998–2008 Die Anrheiner[1][2]
- 2002 Für alle Fälle Stefanie[1]
- 2003 Der zehnte Sommer[2]